# You're my treasure〜遠い約束
「You're my treasure〜遠い約束」（ユア・マイ・トレジャー〜とおいやくそく）は、CoCoのラストシングル（通算14枚目）。1994年7月6日にポニーキャニオンから発売された。

## 解説
- ラストシングルであり、出だしの「セピアになどならない」等、これまでの感謝と解散後へ向けたメッセージが含まれている。
- ゴールデンタイムの歌番組では披露する機会がなかったが、『スーパージョッキー』（日本テレビ系）では解散直前に同番組では珍しく生放送でファンの声援のなかで歌唱した。
その後、写真集の宣伝で「熱湯コマーシャル」にも登場、結果・羽田がチャレンジした。
- 表題曲用の衣装は2種類あったが、各番組でラスト出演の意味合いがある際には手袋をして白いドレスを着用していた。

## 収録曲
（全作詞：森本抄夜子）
1. You're my treasure〜遠い約束 [4:45]
作曲：羽田一郎／編曲：亀田誠治
2. あなただから好きなの [4:53]
作曲・編曲：朝倉紀幸
3. You're my treasure〜遠い約束（オリジナル・カラオケ）
4. あなただから好きなの（オリジナル・カラオケ）